# Neobisium pacei
Neobisium pacei är en spindeldjursart som beskrevs av Giuliano Callaini 1991. Neobisium pacei ingår i släktet Neobisium och familjen helplåtklokrypare. Inga underarter finns listade i Catalogue of Life.